# OC Alger
Olympique Club d'Alger este un club multisport algerian fondat în 1968. Este unul dintre cluburile care a marcat istoria sportului național și african și în mai multe discipline.